# Dekanat nowołukomelski
Dekanat nowołukomelski – jeden z dwudziestu jeden dekanatów wchodzących w skład eparchii witebskiej i orszańskiej Egzarchatu Białoruskiego Patriarchatu Moskiewskiego.
Dziekanem jest protojerej Władimir Kożanowski.

## Parafie w dekanacie[1]
- Parafia św. Michała Archanioła w Czerei
  - Cerkiew św. Michała Archanioła w Czerei
- Parafia św. Jana Kronsztadzkiego w Krasnołukach
  - Cerkiew św. Jana Kronsztadzkiego w Krasnołukach
- Parafia św. Mikołaja Cudotwórcy w Nowołukomli
  - Cerkiew św. Mikołaja Cudotwórcy w Nowołukomli
- Parafia św. Męczennika Włodzimierza w Nowołukomli
  - Cerkiew św. Męczennika Włodzimierza w Nowołukomli

Na terenie dekanatu w Nowołukomelskim Centralnym Szpitalu Rejonowym znajduje się pokój modlitwy.

## Galeria

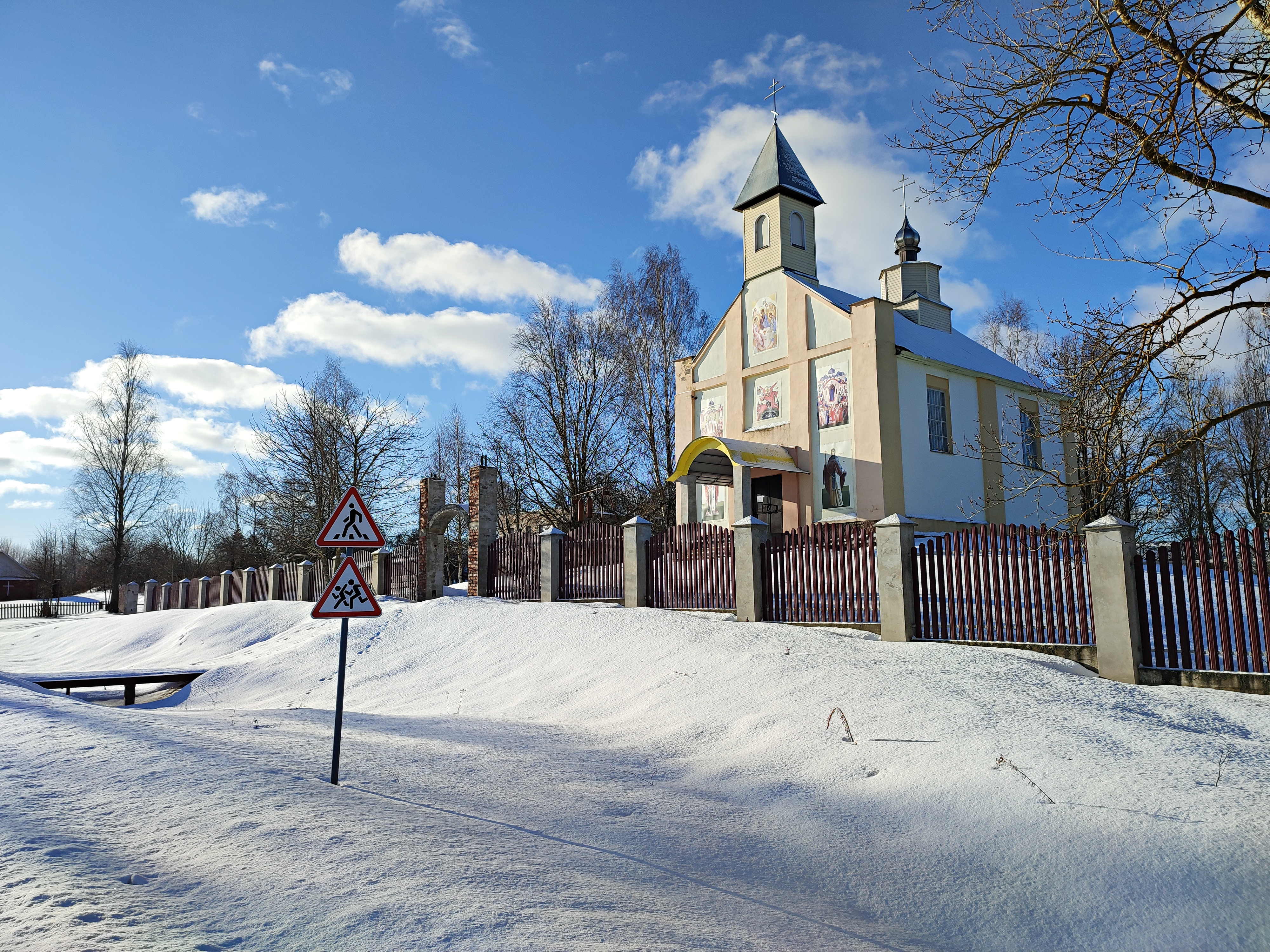
Cerkiew św. Michała Archanioła w Czerei